# Christina Tasch

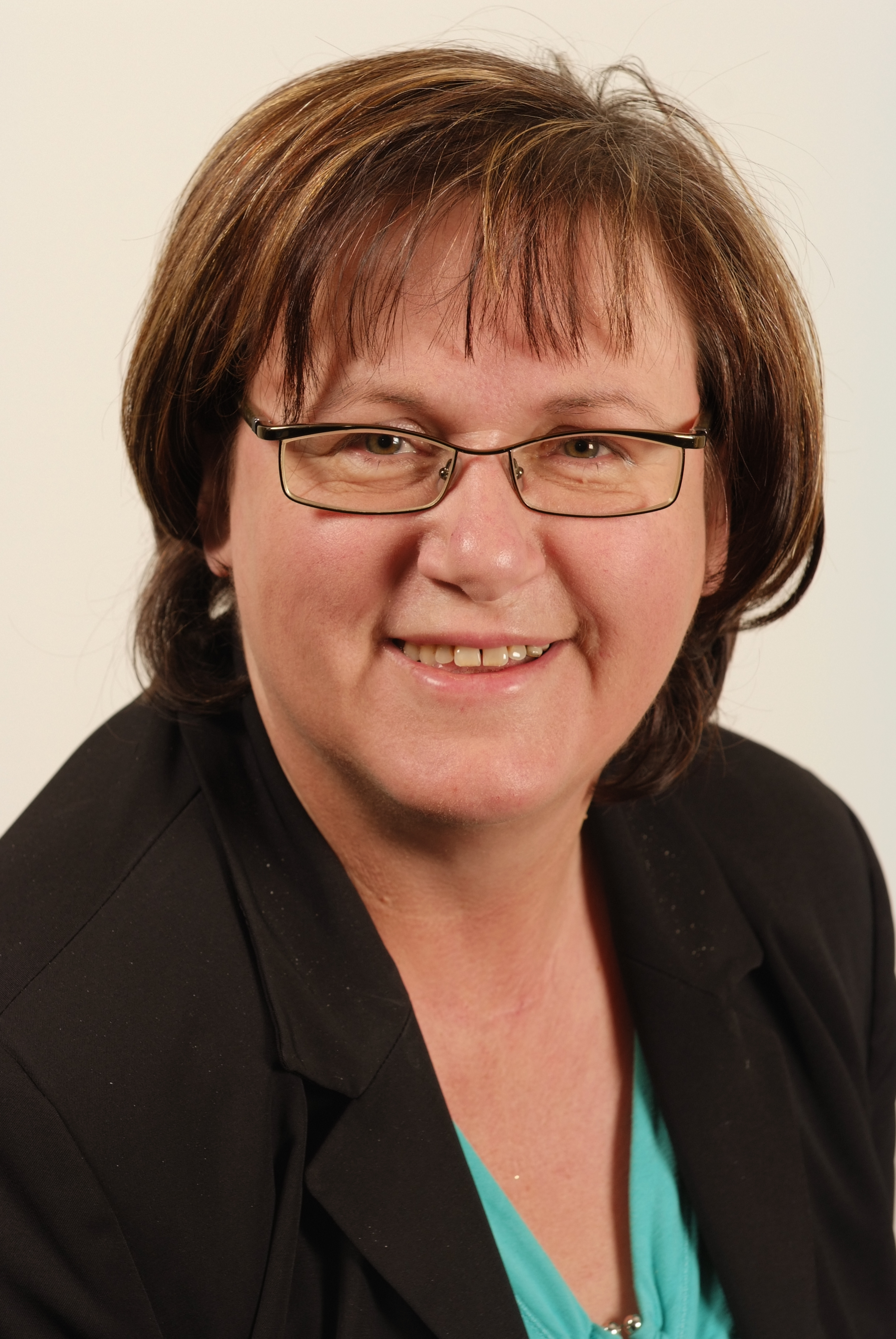
Christina Tasch (2011)

Christina Tasch (* 11. November 1959 in Küllstedt) ist eine deutsche Politikerin (CDU). Seit 1998 ist sie Mitglied des Thüringer Landtags und war von 2009 bis 2019 Vorsitzende des CDU-Kreisverbandes im Landkreis Eichsfeld.

## Werdegang
Christina Tasch absolvierte von 1976 bis 1978 eine Ausbildung zur Wirtschaftskauffrau und war danach bis 1990 als Lohnbuchhalterin tätig. 1990 wurde sie hauptamtliche Bürgermeisterin der Gemeinde Küllstedt, in der sie seit 2004 wieder, jetzt ehrenamtliche Bürgermeisterin ist. Von 1999 bis 2004 war sie auch Kreistagsmitglied des Landkreises Eichsfeld. Von 1995 bis 1998 war Tasch Vorsitzende der Verwaltungsgemeinschaft Westerwald-Obereichsfeld.
Am 4. Oktober 1998 wurde Christina Tasch als Nachrückerin für Werner Grünert Mitglied des Thüringer Landtags. Bei der Landtagswahl 1999 kam sie über einen Listenplatz in den Landtag; seit der Landtagswahl 2004 zog sie stets als direkt gewählte Abgeordnete aus dem Wahlkreis Eichsfeld II in den Landtag ein. Von 2014 bis 2020 war sie eine von drei stellvertretenden Fraktionsvorsitzenden ihrer Landespartei. Sie ist umwelt- und naturschutzpolitische Sprecherin der CDU-Landtagsfraktion und gehört für diese dem Ausschuss für Umwelt, Energie und Naturschutz an.
Von 1993 bis 2010 war Tasch Landesvorsitzende der Frauen-Union in Thüringen, im November 2010 wurde sie Ehrenvorsitzende dieses Verbandes. Seit 2009 ist Tasch Vorsitzende des CDU-Kreisverbands im Landkreis Eichsfeld. 2019 übergab sie dieses Amt an Thadäus König. Von November 2010 bis November 2012 war sie Stellvertretende Landesvorsitzende der CDU Thüringen.
Seit 2010 ist Tasch Vorsitzende des Vereins der Freunde des Naturparks Eichsfeld-Hainich-Werratal e. V. 
Tasch ist verheiratet und hat drei Kinder. Sie ist römisch-katholischen Glaubens.

## Politische Positionen
Tasch ist gegen einen weiteren Bau von Windkraftanlagen auf den „burggekrönten Bergen“ Thüringens und begründet dies mit dem Schutz der Kulturlandschaft und dem Vogelschutz.
Nach der Thüringer Landtagswahl 2019 und dem Eklat um die Wahl des kurzzeitigen Ministerpräsidenten Thomas Kemmerich von der FDP vereinbarten Linke, SPD und Grüne mit der CDU einen sogenannten „Stabilitätspakt“, um mit der Minderheitsregierung Ramelow bis zu einer Neuwahl 2021 stabile Verhältnisse für Thüringen zu schaffen. Demnach sollte sich der Landtag mit den Stimmen von Linken, SPD, Grünen und CDU 2021 auflösen und damit vorgezogene Landtagswahlen ermöglichen. Während CDU-Fraktionschef Mario Voigt die für den 19. Juli 2021 geplante Auflösung des Thüringer Landtags forderte, um den Weg für eine Neuwahl am 26. September 2021 frei zu machen, kündigten Tasch und drei weitere CDU-Abgeordnete im Mai 2021 an, ihre Zustimmung zu verweigern und damit die nötige Zweidrittelmehrheit platzen zu lassen.
Neben Tasch wollen auch Maik Kowalleck aus dem Landkreis Saalfeld-Rudolstadt, Michael Heym aus Südthüringen und Jörg Kellner aus dem Landkreis Gotha nicht zustimmen; sie erklärten gemeinsam, sie könnten keinen gewichtigen Grund dafür erkennen, den Landtag aufzulösen. Sie verwiesen darauf, dass die Landesregierung Ramelow (Linke) ihren Geschäften nachgehe und der beschlossene Haushalt Sicherheit für das Land biete. Laut MDR sind alle vier Abgeordneten Gefolgsleute des bei der Landtagswahl 2019 gescheiterten Ex-CDU-Chefs Mike Mohring und die „Renitenz der Vier“ sei ein Zeichen dafür, dass der 2019 gescheiterte Mohring immer noch Einfluss in der Partei habe. Auch seien Kellner, Heym und Tasch dem Ruhestand nahe, was ein weiterer Grund sein könnte, dass sie den jetzt sicheren Posten nicht aufgeben wollten. Letztlich kam es nicht zur Abstimmung, da Mitglieder der Fraktionen der Linken und der Grünen ihre bereits geleisteten Unterschriften auf dem Antrag zur Einleitung der Selbstauflösung wieder zurückzogen.